# Balla Árpád Zoltán
Balla Árpád Zoltán (Székelyudvarhely, 1957. szeptember 20. –) fotóművész.

## Életútja
Szülővárosában él és alkot. A Tamási Áron Gimnáziumban kezdett fotográfiával foglalkozni, majd egyetemi tanulmányait Brassóban végezte. 1975 óta állítja ki műveit. Három évtizede tagja a Romániai Fotóművészek Szövetségének (AAF), alapító elnöke a székelyudvarhelyi Fotó Bázis Egyesületnek.
Munkásságának elismeréseként – szülővárosában elsőként – 2017-ben megkapta az UNESCO által elismert, párizsi székhelyű világszervezet, a Nemzetközi Fotóművészeti Szövetség (FIAP) Művésze (Artiste de la Federation Internationale de l'Art Photographique, AFIAP), majd 2019-ben a FIAP Kiváló Művésze (Excellence Artiste de la Federation Internationale de l'Art Photographique, EFIAP) kitüntetést.

## Művészete
„Balla Árpád Zoltán képein nem azt láthatjuk, amit a művész az alkotás pillanatában látott, hanem azt, amit érzett. A személyiség transzcendenciáját figyelhetjük meg, ahogyan az artisztikus fotográfia eszközeivel, az élet apró rezdüléseiben ragadja meg a világ szépségét. Kiállítása zarándokútra hívja a látogatót, melynek során a művész vezetésével a lélek bejárhatja a teremtés misztériumának örökkévaló titkait.” Keleti Éva Kossuth-díjas fotóművész élete egyik legnagyobb felfedezettjének tartja. Márton László író – az Egri Érseki Palotájában nyílt kiállításán 2018-ban – így jellemezte Balla Árpád Zoltán művészetét: "Egy középkori német gondolkodónő, Mechthild von Magdeburg szerint a dolgokat az Istenség folyékony fénye vonja be, ezt nevezzük létezésnek. Ez látszik megszilárdulva, megszüntetve és megőrizve. Az Istenség folyékony fényéből néhány sugárnyaláb jutott Balla Árpád Zoltán képeire is."
A Tövises képsor című könyv Balla Árpád Zoltán és Márton László budapesti író közösen írt, Erdélyben, a csíkszeredai Bookart Kiadó gondozásában megjelent műve, ami két alkotó ember, az író és a fotográfus barátságából született. Márton László esszéi, Balla Árpád Zoltán önvallomása és fotográfiái együtt kivételes triptichont alkotnak, amiben a három elem egymásnak felelgetve fonódik össze szuverén egységgé. "Engem két dolog fogott meg Árpád életútjában, ezek miatt szántam rá magamat, hogy följegyzem beszélgetéseinket. Az egyik: láthatjuk, amint egy emberben, immár élete delén túl, felébred az elhivatottság, és kizökkenti addigi életpályájáról, miközben nem tud, nem is akar véglegesen elszakadni az említett adottságoktól és kötöttségektől. A másik: maga a látásmód, a szuverenitást elnyerő (vagy talán visszanyerő) tekintet." (Márton László) 
Balla Árpád Zoltán Átlátszó lények című könyvét így ajánlja Márton László, a mű szerkesztője a kötet hátoldalán elhelyezett fülszövegben: "Levélregény formájában megjelenő esszéfüzért és vallomást tart kezében az olvasó. Egy fotós írja és kapja a leveleket: ezekben munkamódszerekről, művészi fejlődéséről, világlátásról, szakmai és erkölcsi dilemmákról esik szó. Az olvasó tanúja lehet egy nagy alkotói energiákkal rendelkező személyiség küzdelmeinek és láthatja e vívódások eredményét, Balla Árpád Zoltán legújabb alkotói korszakának képeit. A megelevenedő üvegalakok a kötetet látványként is emlékezetessé teszik."
Részlet Iakob Attila művészettörténész megnyitó beszédéből: "Az Átlátszó lények mint téma és kiállítási cím talán nem is olyan véletlen vagy elvont, mint ahogy első látásra tűnik. A Kolozsvári Művészeti Múzeumban megtartott megnyitó alkalmából bemutatjuk az „Átlátszó lények” című könyvet is, amely a fényképes reprodukciók mellett olyan személyes írásokat tartalmaz, amelyek a fotográfiai alkotás és az emberi narráció kettős képét mutatják be. Ez a komplementaritás már magától is felcsigázza az emberi kíváncsiságot, és megerősíti azon meggyőződést, miszerint Balla Árpád Zoltán munkássága egyfajta komplexitás kupolája alatt zajlik le." (Elhangzott a Kolozsvári Művészeti Múzeumban, 2023. március 9-én.)

## Fontosabb egyéni kiállítások
- Székelyudvarhely – Művelődési Ház: Fotó-Grafika, 2014, megnyitotta: Murányi János tanár, muzeológus
- Nagyvárad – Euro-Foto Art Galéria: Fotó-Grafika, 2015[5]
- Kolozsvár – Megyei Könyvtár: Balla Árpád Zoltán, 2015, megnyitotta: Mircea Vladimir Barsan (Vova) vizuális művész, brassói egyetemi tanár
- Budapest – Aranytíz Kultúrház: Fény-balla-da, 2015[6]
- Szigliget – Básti Lajos Közösségi Ház: Fény-balla-da, 2016, megnyitotta: Balassa Balázs polgármester, a Balaton Szövetség elnöke
- Budapest – Főváros Szabó Ervin Könyvtár Központi Palota – Fénygondolatok, 2016, megnyitotta Márton László, a Magyar Köztársaság Babérkoszorús írója
- Tihany – Tihanyi apátság: A megidézett világ, 2017. Kurátor: Kincses Károly fotómuzeológus
- Budapest – Magyar Újságírók Országos Szövetsége: Erdélyből jelentkezem, 2017, megnyitotta: Keleti Éva Kossuth-díjas fotóművész, a kiállítás kurátora
- Pécs – Civil Közösségek Háza, Halász Rezső Galéria: Kapcsolatok, 2017
- Békéscsaba – Lencsési Közösségi Ház: Kapcsolatok, 2017[7]
- Keszthely – Balaton Kongresszusi Központ: Kapcsolatok, 2018
- Budapest – Aranytíz Kultúrház: Ballada az üvegről, 2018, megnyitotta Keleti Éva Kossuth-díjas fotóművész, a kiállítás kurátora
- Székelyudvarhely – Művelődési Ház: Útközben, 2018, megnyitotta: Márton László, a Magyar Köztársaság Babérkoszorús írója
- Eger – Egri Érseki Palota: "Veletek vagyok minden napon", 2018[8]
- Alsóőr, Ausztria – Magyar Média és Információs Központ, 2018[9]
- Strasbourg, Franciaország – Európa Palota – Erdély lelke, 2019[10]
- Budapest – Aranytíz Kultúrház: Erdély lelke, 2021[11][12]
- Kassa, Szlovákia – Kelet-szlovákiai Múzeum: Erdély lelke, 2022[13][14]
- Székelyudvarhely – Művelődési Ház, Átlátszó lények,2022. [15]
- Kolozsvár – Művészeti Múzeum, Bánffy-palota (Kolozsvár): Átlátszó lények, 2023
- Bukarest – Liszt Intézet, Átlátszó lények, 2024
- Budapest – Aranytíz Kultúrház: Átlátszó lények, 2024.
- Brassó – Galeria9: Ființe transparente, 2024.
- Brassó - Reménység Háza: Erdély lelke, 2025. [16]
- Székelyudvarhely - Művelődési Ház, A város és én, 2025. [17] </ref>/https://szekelyhon.ro/aktualis/a-varos-es-az-egyen-kapcsolatat-abrazolo-fotokat-allitanak-ki-szekelyudvarhelyen
- Marosvásárhely - Kultúrpalota, Art Nouveau Galéria: Átlátszó lények, 2025. https://www.marosvasarhelyiradio.ro/musorok/balla-arpad-zoltan-fenytortenetei-marosvasarhelyen/

## Fontosabb csoportos kiállítások
- Colors of Romania – a Románia és Szlovákia közötti diplomáciai kapcsolatok felvételének 30. évfordulójának alkalmából, 2023.
- The Blue Biennale – Oxymoron, 2023.
- AAFRO – HIPIC, Gold Medal, 2024.
- TEMPUS VERNUM – Kortárs Művészeti Szalon, 2024.
- MIRABILIS HORTUS in omni tempore - Nemzeti Képzőművészeti Szalon, 2024.

## Könyvei
- Balla Árpád Zoltán – Top Invest Kiadó, Székelyudvarhely, 2019[18]
- Tövises képsor. Balla Árpád Zoltán fotográfus elmondja életútját; leírta és észrevételeivel kieg. Márton László; Bookart, Csíkszereda, 2021[12]
- Átlátszó lények – Meditáció, levelekbe  foglalva. Bookart, Csíkszereda, 2022[19] [20]
- A város és én. Székelyudvarhely. Szubjektív barangolásélmények térben és időben. Bookart, Csíkszereda, 2025. https://bookart.ro/media/balla-2-2-2-2-3-2-2-3-3-2-2-2-2-2-2-2-2-2

## Művei közgyűjteményekben
- Magyar Nemzeti Múzeum Történeti Fényképtár
- Egri Érseki Palota
- Tihanyi Bencés Apátság
- Fővárosi Szabó Ervin Könyvtár
- Kelet-szlovákiai Múzeum
- Udvarhelyi Kortárs Gyűjtemény